# Відносини Німеччина-Тонга
Зовнішні відносини між Німеччиною та Тонга почалися 1 травня 1976 року.
Посольство Німеччини у Веллінгтоні також відповідає за Тонга. У Нукуалофі діє почесне консульство Німеччини. Посольство Тонга у Великій Британії також відповідає за Німеччину. Є також почесні консульства в Дюссельдорфі та Гамбурзі .

## Історія
Міграція німецьких поселенців XIX століття до Тонги, хоча і була відносно невеликою за чисельністю, відрізнялася від інших німецьких поселенців у Новому Світі пропорційно високою, швидкою і майже повною асиміляцією в місцеву культуру.. 
У 1876 році Німеччина підписала договір про дружбу з Тонга і орендувала приміщення для вугільної станції в Неяфу у Вавау . Політичним підґрунтям Договору про дружбу 1876 року був період розквіту імперіалізму та колоніалізму на тихоокеанських островах . Під час цього етапу різні великі держави (включаючи Німецьку імперію) боролися за поділ регіону. У 1878 році імператор Вільгельм I надіслав королю Георгу Тупоу I свій портрет у натуральну величину. У 1879 році він був нагороджений орденом Червоного Орла . За договором 1899 року Німеччина визнала острови Тонга частиною сфери інтересів Британії. У 1900 Тонга стала британським протекторатом, і права Німеччини були передані Британії. Під час Першої світової війни Нова Зеландія залучила тонганців для боротьби з Німеччиною в Новозеландські експедиційні сили .
Німеччина знову зацікавилася Тонгою в 1976 році, коли Радянський Союз запропонував створити там базу, відновити дипломатичні відносини, поновити Договір про дружбу та вперше надати двосторонню допомогу.

## Візити на високому рівні
Король Tāufaʻāhau Tupou IV відвідав Західну Німеччину в 1980 році
У 2016 році президент Бундестагу Норберт Ламмерт відвідав острів, щоб відзначити 140-річчя відносин між двома країнами.

## Рекомендована література
- Cook, Kasia (2015). German-Tongan diaspora : the movement of German-Tongans to Europe from 1920 (PDF). New Zealand Journal of Research on Europe (англ.). 9: 100—133. Процитовано 16 грудня 2022.
- James N. Bade (2014). Germans in Tonga. Edited Collection. doi:10.3726/978-3-653-04220-7. ISBN 9783631646878.

Шаблон:Foreign relations of Tonga